# Новоросійське (Казахстан)
Новоросі́йське (каз. Новороссийск) — село у складі Аккайинського району Північноказахстанської області Казахстану. Входить до складу Черкаського сільського округу, раніше було центром ліквідованої Новоросійської сільської ради.
Населення — 52 особи (2021; 253 у 2009, 556 у 1999, 863 у 1989).
Національний склад станом на 1989 рік:
- казахи — 46 %
- українці — 20 %.